# Vladimir Rivero
Pour les articles homonymes, voir Rivero.
Vladimir Rivero Hernández, né le 22 janvier 1971 à Pinar del Río (Cuba) et mort le 25 novembre 2004 à Barañáin près de Pampelune (Espagne), était un handballeur international cubain naturalisé hongrois.

## Biographie
À tout juste 18 ans, il se fait remarquer au Championnat du monde B 1989 par sa vivacité et son jeu.
En 1997, comme ses compatriotes Carlos Pérez et Ivo Díaz (de), il quitte Cuba pour la Hongrie. Naturalisé hongrois en 2003, il joue alors en équipe nationale de Hongrie.
Entre-temps, il rejoint en 2001 l'Espagne et le Portland San Antonio, qui vient juste de remporter la Ligue des champions.
Il décède le 25 novembre 2004, victime d'une rupture d'anévrisme au niveau de l'aorte après un match de championnat auquel il n'avait d'ailleurs pas participé. 

## Palmarès

### En club
Compétitions internationales
- Finaliste de la Ligue des champions en 2003
- Coupe d'Europe des vainqueurs de coupe
  - Vainqueur (1) : 2004
  - Finaliste (1) : 2000
- Finaliste de la Supercoupe d'Europe en 2001

Compétitions nationales
- Vainqueur du Championnat de Hongrie (1) : 2000
- Vainqueur du Championnat d'Espagne (2) : 2002 et 2005[4]
- Vainqueur de la Supercoupe d'Espagne (2) : 2001 et 2002
- Finaliste de la Coupe ASOBAL en 2002

### En équipe nationale
- 9e place au Championnat du monde B 1989[3]
- 13e place au Championnat du monde 1995
- 14e place au Championnat du monde 1997
- 8e place au Championnat du monde 1999